# Municipio de Grant (condado de Gage)
El municipio de Grant (en inglés: Grant Township) es un municipio ubicado en el condado de Gage en el estado estadounidense de Nebraska. En el año 2010 tenía una población de 185 habitantes y una densidad poblacional de 1,98 personas por km².

## Geografía
El municipio de Grant se encuentra ubicado en las coordenadas 40°23′4″N 96°51′9″O / 40.38444, -96.85250. Según la Oficina del Censo de los Estados Unidos, el municipio tiene una superficie total de 93.49 km², de la cual 92,51 km² corresponden a tierra firme y (1,05 %) 0,98 km² es agua.

## Demografía
Según el censo de 2010, había 185 personas residiendo en el municipio de Grant. La densidad de población era de 1,98 hab./km². De los 185 habitantes, el municipio de Grant estaba compuesto por el 96,22 % blancos, el 1,62 % eran amerindios, el 0,54 % eran asiáticos y el 1,62 % eran de una mezcla de razas. Del total de la población el 0 % eran hispanos o latinos de cualquier raza.